# Thunbergia dregeana
Thunbergia dregeana är en akantusväxtart som beskrevs av Christian Gottfried Daniel Nees von Esenbeck. Thunbergia dregeana ingår i släktet thunbergior, och familjen akantusväxter. Inga underarter finns listade i Catalogue of Life.